# El mini Rey
El mini Rei és un personatge i una sèrie de còmics creada per Joan March, publicada per primera vegada a les revistes "Mortadelo", "Súper Mortadelo" i "Bruguelandia", d'Editorial Bruguera el 1978.

## Trajectòria editorial i Argument
A part de "Mortadelo" i "Súper Mortadelo", El mini Rei es va publicar a les revistes "Tío Vivo", "Bruguelandia", "Mortadelo Especial", "Súper Tio Vivo" o "Guai!", entre els anys 1978 i 1987. Mai es va arribar a editar un àlbum complet del Mini Rei, encara que si que va aparèixer a la col·lecció de Clásicos del Humor d'RBA el 2010 (al tom de "Don Berrinche i d'altres personatges frustrats") amb una molt breu selecció d'historietes.
El mini Rei és un monarca que viu al seu castell, al costat de l'Esbirro, el seu assistent personal, i els lacais. En les seves aventures, el Mini Rei sempre té estranys capritxos i curioses pretensions que li encarrega a l'Esbirro, les quals acaben en un malentès, i amb el Mini Rei perseguint a l'Esbirro o a l'inrevés. Les aventures es desenvolupen bé dins del castell o en els camps dels voltants.
Personatges
- El mini Rei és el protagonista. Té moltes excentricitats pròpies dels monarques, i viu en el seu palau envoltat dels seus lacayos. És nan, i amb el cap gran i quadrada.
- L'Esbirro, és l'assistent personal del Mini Rei. Sempre a les seves ordres i complint encàrrecs.